# 大泉源酒
大泉源酒又称大泉源白酒，是通化出产的一种浓香型白酒，源于努尔哈赤于1616年钦定瓜尔佳·大泉开设的“嘎珊烧锅”为御用烧锅； 清朝中叶嘎珊烧锅更名为“哈夏烧锅”，1884年被奉天商人傅成贤买下扩建为“宝泉涌酒坊”，花重金聘请山西杏花村酒厂酒师杜澍为“内柜”(即酿酒师傅)。杜澍将汾酒酿法与满族酿法融合，酿出的清香型白酒風靡当地。入选中国地理标志保护产品、中华老字号、中国驰名商标。现产品除清香型白酒外，尚有浓香型白酒和兼香型白酒，均以玉米和高粱酿成。